# Dávid Škutka
Dávid Škutka (ur. 25 maja 1988 w Sninie) – słowacki piłkarz występujący na pozycji napastnika.

## Kariera klubowa
Karierę rozpoczął w lokalnym klubie MFK Snina. Później dołączył do MFK Košice. W sezonie 2007/2008 został włączony do kadry pierwszego zespołu. Dla koszyckiego klubu strzelił w sumie 28 bramek w 126 meczach. 
W styczniu 2013, podpisał trzyipółletni kontrakt z czeskim klubem Slavia Praga. 24 lutego 2013, w wyjazdowym, przegranym 2:1 meczu z Sigmą Ołomuniec, zadebiutował w praskim klubie, zmieniając w 72. minucie Karola Kisela. 
21 stycznia 2014, został wypożyczony, z opcją pierwokupu, do Baníka Ostrawa. 
Z początkiem sezonu 2014/2015, został wypożyczony do swojego poprzedniego klubu - MFK Košice. W ciągu pół roku rozegrał 15 meczów, w których zdobył 3 bramki. 
W lutym 2015, został wypożyczony ponownie, tym razem do ówczesnego beniaminka, Šport Podbrezová. Strzelił dla klubu 6 bramek w 13 meczach. 
Latem 2015, ostatecznie opuścił Slavię i we wrześniu 2015 podpisał roczny kontrakt z klubem Spartak Myjava. W słowackim klubie występował przez sezon, rozgrywając 23 mecze i strzelając 3 gole. 
W lipcu 2016, wzmocnił klub Zemplín Michalovce, w którym występował przez jedną rundę. Pojawił się na boisku w 14 meczach i strzelił 4 bramki. 

## Statystyki
| Klub                    | Sezon              | Liga               | Liga    | Liga   | Puchar kraju | Puchar kraju | Kontynentalne | Kontynentalne | Suma    | Suma   |
| Klub                    | Sezon              | Liga               | Występy | Bramki | Występy      | Bramki       | Występy       | Bramki        | Występy | Bramki |
| ----------------------- | ------------------ | ------------------ | ------- | ------ | ------------ | ------------ | ------------- | ------------- | ------- | ------ |
| MFK Košice              | 2007/2008          | Corgoň Liga        | 4       | 1      | 2            | 0            | 0             | 0             | 6       | 1      |
| MFK Košice              | 2008/2009          | Corgoň Liga        | 24      | 4      | 4            | 1            | 0             | 0             | 28      | 5      |
| MFK Košice              | 2009/2010          | Corgoň Liga        | 32      | 6      | 4            | 2            | 4             | 1             | 40      | 9      |
| MFK Košice              | 2010/2011          | Corgoň Liga        | 27      | 3      | 1            | 0            | 0             | 0             | 28      | 3      |
| MFK Košice              | 2011/2012          | Corgoň Liga        | 23      | 1      | 2            | 0            | 0             | 0             | 25      | 1      |
| MFK Košice              | 2012/2013          | Corgoň Liga        | 16      | 13     | 2            | 3            | 0             | 0             | 15      | 12     |
| MFK Košice              | Łącznie            | Łącznie            | 126     | 28     | 15           | 6            | 4             | 1             | 145     | 35     |
| Slavia Praga            | 2012/2013          | 1. Gambrinus liga  | 12      | 1      | 0            | 0            | 0             | 0             | 12      | 1      |
| Slavia Praga            | 2013/2014          | 1. Gambrinus liga  | 14      | 2      | 3            | 2            | 0             | 0             | 17      | 4      |
| Slavia Praga            | Łącznie            | Łącznie            | 26      | 3      | 3            | 2            | 0             | 0             | 29      | 5      |
| Baník Ostrawa (wyp.)    | 2013/2014          | 1. Gambrinus liga  | 8       | 1      | 0            | 0            | 0             | 0             | 8       | 1      |
| MFK Košice (wyp.)       | 2014/2015          | Fortuna liga       | 15      | 3      | 3            | 2            | 0             | 0             | 18      | 5      |
| Šport Podbrezová (wyp.) | 2014/2015          | Fortuna liga       | 13      | 6      | 0            | 0            | 0             | 0             | 13      | 6      |
| Spartak Myjava          | 2015/2016          | Fortuna liga       | 21      | 2      | 2            | 1            | 0             | 0             | 23      | 3      |
| Zemplín Michalovce      | 2016/2017          | Fortuna liga       | 14      | 4      | 0            | 0            | 0             | 0             | 14      | 4      |
| Łącznie w karierze      | Łącznie w karierze | Łącznie w karierze | 223     | 47     | 23           | 11           | 4             | 1             | 250     | 59     |

## Sukcesy

### Klubowe
MFK Košice
- Zdobywca Pucharu Słowacji (1×): 2008/2009